# آورو ۵۱۰
آورو ۵۱۰ (به انگلیسی: Avro 510) یک هواپیمای ساختِ کارخانهٔ آورو در کشور بریتانیا است. این هواپیما در ۱۹۱۴ میلادی نخستین پرواز خود را انجام داد.